# История Явы

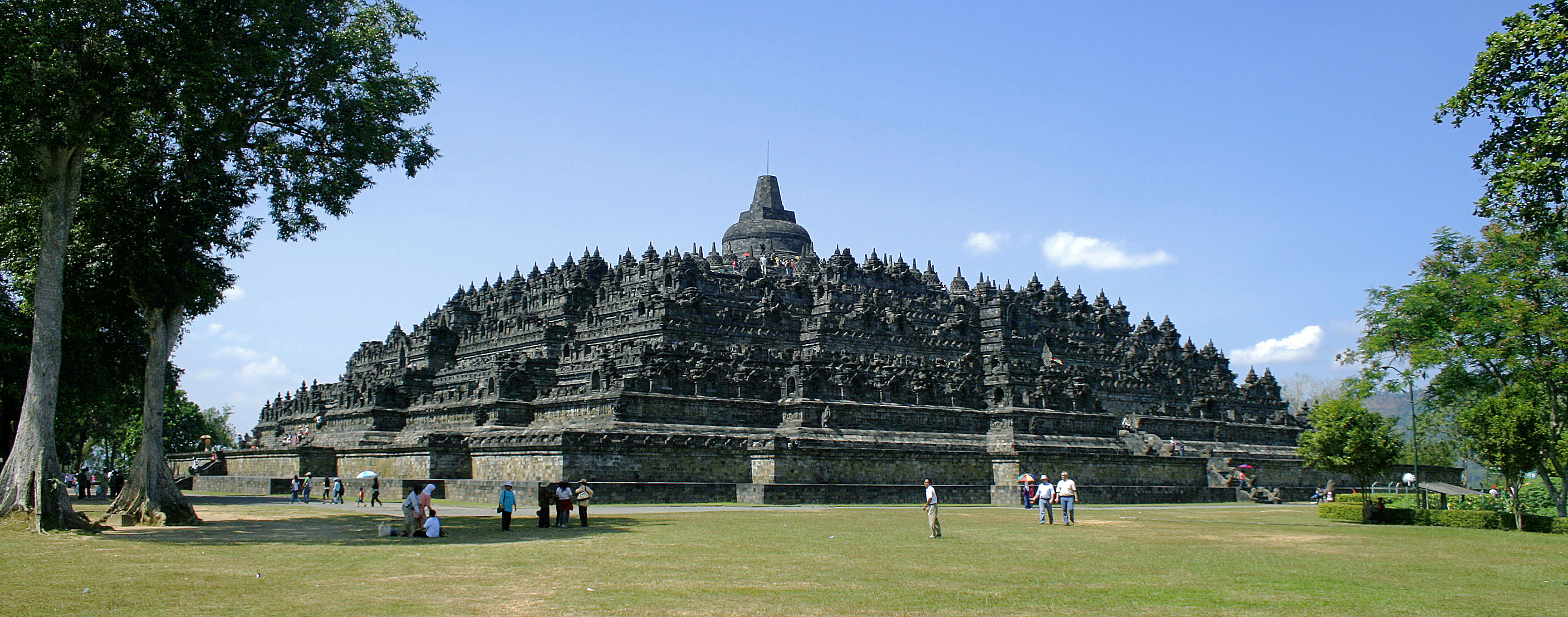
Боробудур — общий вид

Остров Ява был важнейшим культурным, политическим, религиозным и торговым центром средневековой Индонезии. В частности, именно на Яве находился центр Империи Маджапахит, которая во время своего расцвета занимала почти всю территорию современной Индонезии и южную часть Малаккского полуострова. Всемирно известна находящаяся на Яве буддийская ступа Борободур — крупнейшая буддийская структура в мире.

## Доисторическая Ява
Неизвестно, когда на территорию современной Индонезии прибыли первые гоминиды. В начале 1890-х годов в  Тринили нидерландский исследователь Эжен Дюбуа нашёл останки питекантропа, также известного как яванский обезьяночеловек, представляющего один из подвидов человека прямоходящего. В 1936 году в карьере близ Моджокерто был найден череп детской особи питекантропа, датируемый возрастом не больше 1,8 млн лет. Останки Homo erectus, найденные в бассейне реки Глагах (Glagah River) в районе Бумиаю (Bumiayu) в округе Бребес (Brebes Regency) в Центральной Яве (часть позвонка, челюсть и коренной зуб), датируются возрастом 1,8 млн лет.
В долине реки Соло находятся местонахождения Сангиран и Триниль, известные своими археологическими раскопками и находками питекантропов.
На берегу реки Соло у селения Нгандонг в 1931—1933 годах были найдены останки явантропов (Homo soloensis).
При строительстве короткого канала у реки Соло в Самбунгмачане нашли несколько черепов и других костей древних людей возрастом от 100 тыс. до 1 млн лет.
До 27 тыс. лет до н. э. острова современной Индонезии были соединены перешейками.

## Индуистско-буддийские государства Явы

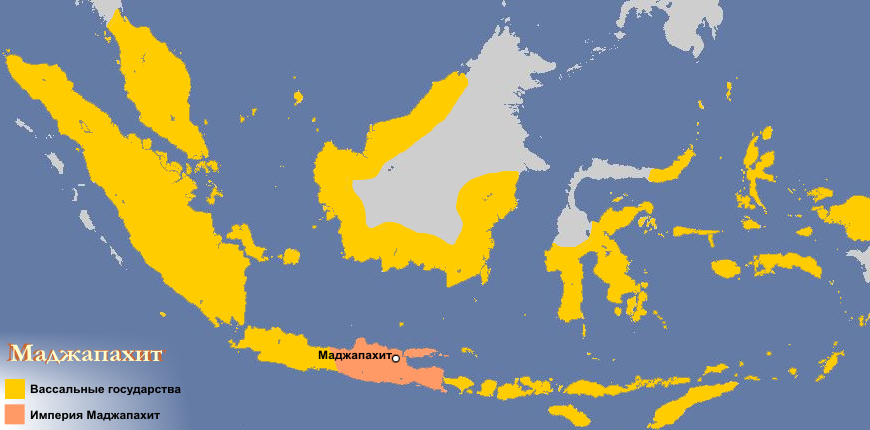
Империя Маджапахит

Первые государства Явы начали формироваться около III века н. э., в прибрежных областях. Одним из первых известных яванских государств была Сакаланагара. В 358 году Джаясингаварманом, зятем последнего царя Сакаланагары, была основана Тарума. В 669 году было основано государство Сунда.
В 683—686 годах, при правителе суматранской Шривиджаи Джая-насе, Шривиджая захватила западную Яву.
В 732 году в центральной части Явы зародилось государство Матарам. В VIII веке правителями Матарама (из династии Шайлендров) был построен храмовый комплекс Борободур. В начале X века центр Матарама был перенесён из центральной части острова в восточную. После этого правители Матарама стали объединять под своей властью всю Яву. Во время этой экспансии Матарам столкнулся с Шривиджаей, которая стала, в первую очередь, торговым конкурентом. В 992—1006 годах между Матарамом и Шривиджаей разгорелась война за господство на море, в которой одержала победу Шривиджая. Но в 1030 году Шривиджае пришлось признать доминирование Матарама в Восточной Индонезии. Однако, всего через десятилетие, Матарам распался на два государства: Кедири и Джангалу.
Некоторое время после падения Матарама на Яве доминировал Кедири.
В 1292 году монгольский хан Хубилай послал на Яву карательную экспедицию за то, что Кертанагара, правитель Сингасари, обидел монгольских послов. Но, пока монголы собирали войска, царь Кедири — Джайякатванг — убил Кертанагару. Когда монголы прибыли на остров, зять Кертанагары, Раден Виджая, встал на их сторону, и натравил их на Кедири. Когда же Кедири была разгромлена, Виджая собрал войско и изгнал монголов с Явы. В этом, 1293 году Виджайя основал Империю Маджапахит. Маджапахит планомерно подчинял себе всё новые и новые земли, и в результате империя разрослась почти до размеров современной Индонезии, кроме того, имея под своей властью южную часть полуострова Малакка. Но вскоре Маджапахит начал слабеть. Империя начала терять свои владения на островах, а вместе с ними — и власть на море. В это же время на северном побережье Явы города, принявшие ислам, начали бороться за независимость. Около 1520 года Маджапахит распался на мусульманские княжества.

## Мусульманские государства Явы
После распада Маджапахита на некоторое время самым сильным государством Явы стал султанат Демак. Вскоре усилились также султанаты Бантам, Матарам (не путать с Матарамом, упомянутым выше) и Черибоне.

## Колониальный период
В XVII веке голландская Ост-Индская компания начала постепенный захват Индонезии. Во времена голландского господства была основана Батавия (ныне Джакарта).

## НезависимаяИндонезия

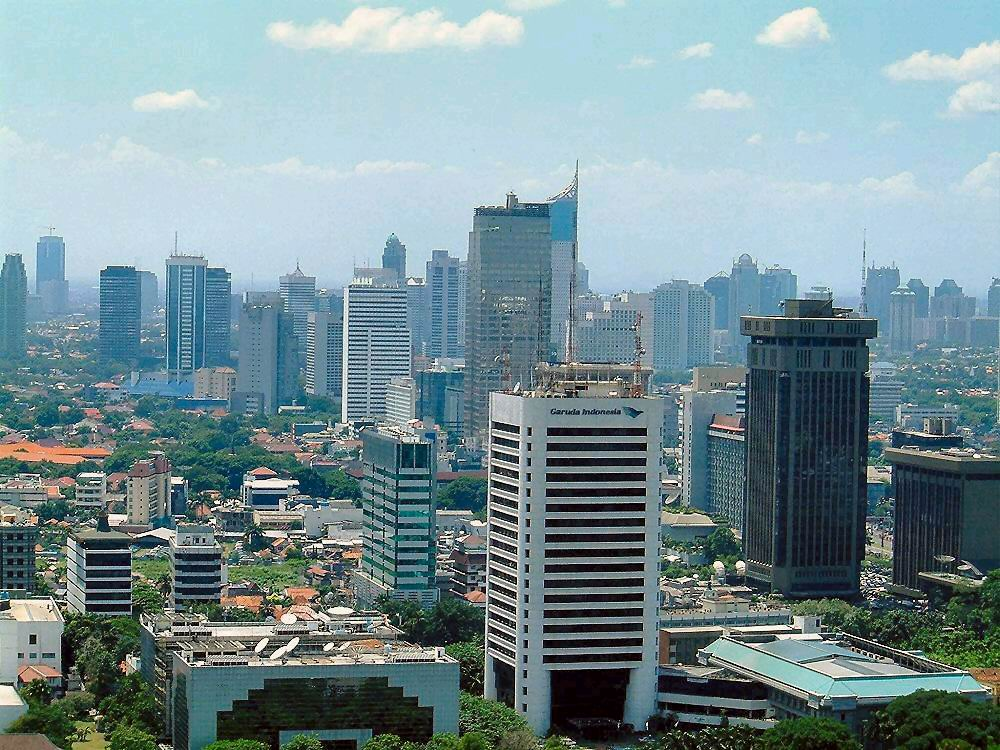
Джакарта - столица Индонезии.

В начале XX века началась борьба Индонезии за независимость. Во время Второй мировой войны глава индонезийского правительства сотрудничал с японцами в надежде, что они предоставят Индонезии свободу. Но вместо этого Япония оккупировала Индонезию.
Однако, Япония начала терпеть поражения, и Индонезия освободилась от неё, а 17 августа 1945 года объявила о своей независимости. После двух войн с Нидерландами и союзной им Великобританией Индонезия добилась независимости.
Джакарта, город в западной части Явы, является столицей Индонезии.